# Johann Peter Herrlein
Johann Peter Herrlein (* 24. August 1722 in Münnerstadt; † 25. Februar 1799 in Saal an der Saale) war ein deutscher Maler. Er stammte aus der Malerfamilie Herrlein.

## Leben
Der aus Hammelburg stammende Vater von Johann Andreas Herrlein war Bäcker und Fassmaler in Münnerstadt und ab ca. 1732 in Kleinbardorf. Von ihm erhielt Johann Peter gemeinsam mit seinen Brüdern Johann Andreas Herrlein und Andreas Herrlein die erste Ausbildung in der Malerei. Danach soll er als Malergehilfe in Wien gearbeitet haben, was sich urkundlich jedoch nicht belegen lässt. Von seinen neun Kindern wurden die Söhne aus seiner ersten Ehe mit Katharina Först, Johann Georg Herrlein (* 1756) und Kilian Herrlein (* 1766), ebenfalls Maler. Herrlein lebte ab 1749 in Kleineibstadt, von wo aus er – von einem kurzen Versuch 1757, eine Anstellung als Maler am Hof in Fulda zu erhalten, abgesehen – seine gesamte Tätigkeit ausübte, bevor er kurz vor seinem Tod nach Saal an der Saale zu seinem dort lebenden Sohn Andreas zog.

## Leistungen
Johann Peter Herrlein war einer der führenden Künstler im Unterfranken des 18. Jahrhunderts. Neben Arbeiten vor allem in den katholischen Kirchen des Grabfelds führte er auch Aufträge in den evangelischen Kirchen des damals thüringischen Sondheim vor der Rhön und in Herpf aus. Besonders bemerkenswert ist ein ursprünglich für die Pfarrkirche in Kleineibstadt gefertigtes und jetzt in Würzburg befindliches, vollständig erhaltenes Heiliges Grab (Nachbildung), welches er im Stil der illusionistischen Quadraturmalerei von Andrea Pozzo, dessen Schriften er studiert hatte, perspektivisch bemalte.
Nach Herrlein sind in Bad Kissingen, Münnerstadt, Großbardorf, Schweinfurt und Saal an der Saale Straßen benannt.

## Werke (Auswahl)

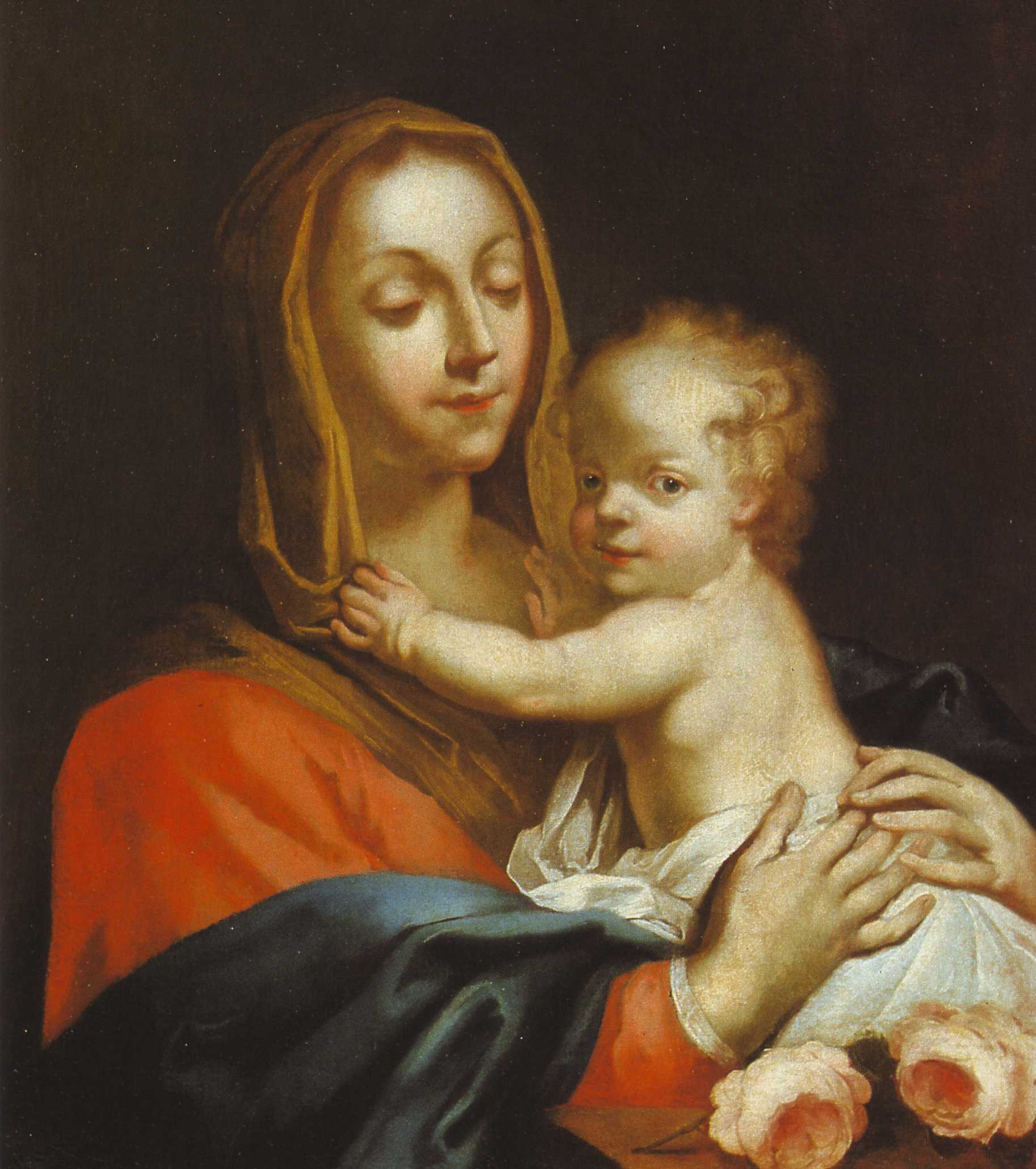
Johann Peter Herrlein: Madonna mit zwei Rosenblüten, um 1788

- Heiliger Wendelin, Gemälde, Pfarrkirche Leutershausen, 1742
- Deckengemälde, Pfarrkirche Schnackenwerth, 1750
- Altarblatt, Pfarrkirche Altbessingen, 1759
- Deckengemälde, Pfarrkirche Geldersheim, 1764
- Kreuzweg, Mariä Himmelfahrt-Kirche Fuchsstadt, 1764–1766
- Das Heilige Grab, Pfarrkirche Kleineibstadt, 1764
- Verherrlichung der Ecclesia, Deckengemälde, Pfarrkirche St. Maria Magdalena (Althausen), 1771
- Brüstungsfelder der Emporen, evangelische Pfarrkirche Herpf, 1772/73
- Deckengemälde der Himmelfahrt Christi sowie Fassung des Kanzelaltares, evangelische Pfarrkirche St. Michael in Sondheim v.d. Rhön, 1775.
- Deckenbilder, Pfarrkirche Stadtlauringen, 1787
- Madonna mit zwei Rosenblüten, Gemälde, Vonderau Museum, Fulda, um 1788
- Deckengemälde in der Filialkirche St. Johannes der Täufer in Arnstein-Reuchelheim

Insgesamt sind von Herrlein über 40 Arbeiten überliefert.